# 沖漬け

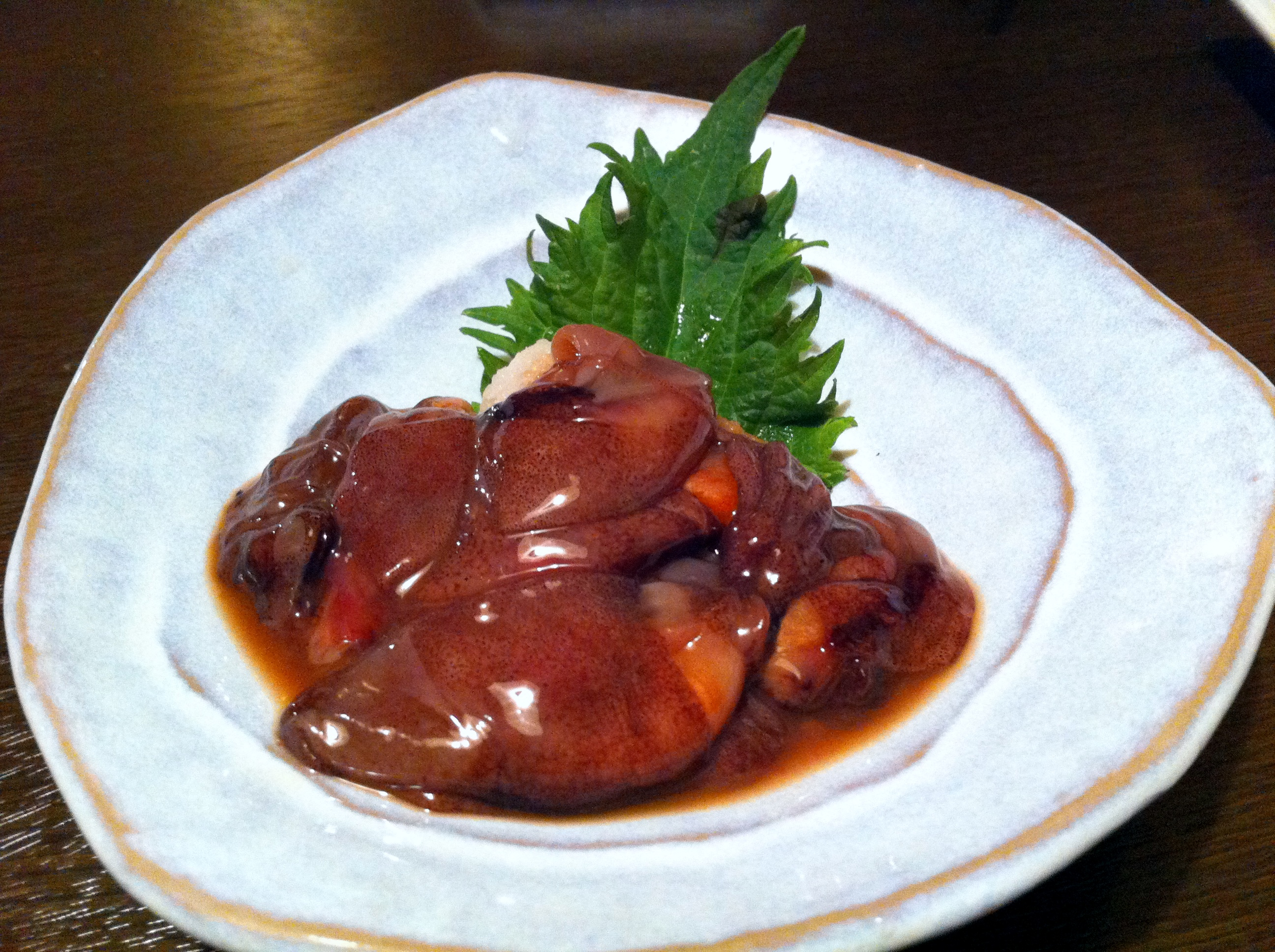
イカの沖漬け

沖漬け（おきづけ）とは、イカやアジやキスなどを醤油に漬け込んだ料理。イカを漬け込んだものは「イカの沖漬け」と呼ぶ。
ヤリイカやアオリイカなどのイカをまるごと、または切り身にして醤油に数時間から数日漬け込んで食べる。醤油に日本酒を加えて煮立てたものや、それに唐辛子を入れたものを漬け汁にすることが多い。出汁を加えることもある。また、食べる直前にユズなどの柑橘類の香りをつけ、臭みを和らげるという調理法も見られる。沖漬けは北海道の名物として有名だが、ホタルイカを沖漬けにしたものは富山県などの名物としても広く知られている。ただし、ホタルイカは内臓に寄生虫が居るため、沖漬けにする場合は冷凍する下処理が必要である。
この料理の本来の形は、イカ釣り船に上記の漬けダレを持ち込み、釣れた先から生きたままのイカをタレの中に放り込んで作るという、文字通りの沖で漬けるものである。イカが醤油を飲むことにより内側からもよく味がついておいしくなるという。漬けて1日目はまだイカの鮮度が高く、イカ刺身のような味と食感を楽しむことができる。2日目、3日目と時間が経つにつれて味が身の奥まで行き渡り、1日目とはまた違ったおいしさを楽しむことができる。
北海道では丸ごと漬けたイカを冷凍庫で凍らせ、食べる直前に輪切りにして凍ったまま食べることも多い。この食べ方はルイベと呼ばれる。腑（内臓）ごと漬けた場合、ルイベにすることで臭みが軽減して箸でつまめるようになるため食べやすくなる。